# Riksfurste

Fürstenhut, hatten som fungerade som riksfurstarnas rangkrona

Riksfurste (tyska: Reichsfürst; latin: Princeps imperii) kallades i det Tysk-romerska riket ursprungligen de personer som mottagit ett rikslän omedelbart av kejsaren och inte hade någon annan länsherre. Senare utdelade kejsaren riksfurstevärdigheten endast som en titel, så kallade titulärfurstar.